# Ptychostomella lamelliphora
Ptychostomella lamelliphora is een buikharige uit de familie van de Thaumastodermatidae. De wetenschappelijke naam van de soort werd voor het eerst geldig gepubliceerd in 2013 door Todaro.